# Одоевский, Владимир Фёдорович
Князь Влади́мир Фёдорович Одо́евский (30 июля (11 августа) 1804 или 1 (13) августа 1804, Москва — 27 февраля (11 марта) 1869, там же) — русский писатель

 и мыслитель эпохи романтизма, один из основоположников русского музыкознания. В 1823—1825 годах председатель юношеского общества любомудров. Издатель ряда журналов и альманахов. С 1846 года — директор Румянцевского музея. В середине 1840-х годов перешёл от литературной к общественной деятельности, получил известность как филантроп. Камергер (1836), гофмейстер и тайный советник (1858), сенатор (1861). Как писатель и мыслитель князь Одоевский долгое время находился под влиянием Гофмана и Ф. В. Шеллинга. Увлекался оккультными учениями, за что получил прозвище «русского Фауста». Известен как мастер фантастической романтической повести, одним из первых в России экспериментировал с жанром утопии («4338-й год: Петербургские письма»), продолжал традиции просветительской сатиры. Главным его произведением считается философский роман «Русские ночи» (1844).
При публикации произведений использовал более двадцати псевдонимов и криптонимов, опасаясь «уронить» имя княжеского рода, многие из них для критических статей, очевидно, пока не раскрыты.

## Происхождение
Последний (62-й) представитель княжеского рода Одоевских — одной из старших ветвей Рюриковичей. В числе славных предков В. Ф. Одоевского можно назвать князя Михаила Всеволодовича Черниговского, замученного Батыем 20 сентября 1246 года. Его отец Фёдор Сергеевич (родной брат И. С. Одоевского) приходился внуком князю Ивану Васильевичу, президенту Вотчинной коллегии в правление Елизаветы Петровны. От одной из дочерей Ивана Васильевича происходит Лев Толстой. Согласно распространённой версии мать, Екатерина Алексеевна Филиппова, происходила из крепостных. Однако в действительности она была дочерью прапорщика. Её мать Авдотья Петровна Филиппова имела дом на Пречистенке, несколько слуг и наследство. Екатерина Алексеевна владела французским языком и умела играть на фортепиано. Однако из-за незнатного происхождения она не смогла снискать поддержки среди знатных родственников мужа.
Отец Владимира умер, когда тому было четыре года. Оставшись сиротой в раннем возрасте, Владимир воспитывался в доме опекуна, двоюродного дяди по отцовской линии, генерала Дмитрия Андреевича Закревского. Жил в Москве на нечётной стороне Малого Козловского переулка, где его отцу принадлежали практически все строения.
После смерти мужа мать Владимира выходила замуж дважды, второй раз — за подпоручика Павла Сеченова, который плохо с ней обращался. Какое-то время до второго замужества она с сыном жила в имении его деда, Сергея Ивановича Одоевского, но, когда он вскоре умер, имение оказалось под опекой знакомой его бабушки по материнской линии, генеральши Аграфены Глазовой, которая обложила Владимира долгами. После выхода из пансиона Владимир отдал долги Глазовой и поселился в имении деда под Костромой, почти разорённый.
По свидетельствам современников, Одоевский не придавал значения своему княжескому титулу и происхождению от правителей удельного времени, чем приводил в изумление аристократов, завидовавших древности его рода.

## Биография

### Первый московский период
Обычно жизнь и творчество Одоевского делится на три периода, границы между которыми более или менее совпадают с его переездами из Москвы в Санкт-Петербург и обратно.

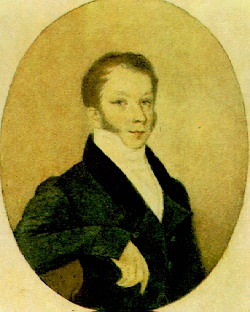
Молодой Одоевский на зарисовке В. Тропинина

Первый период относится к жизни в Москве, в маленькой квартире в Газетном переулке в доме своего родственника, князя Петра Ивановича Одоевского. Одоевский тогда учился в Московском университетском благородном пансионе (1816—1822). Большое влияние на мировоззрение оказала дружба с двоюродным братом А. И. Одоевским. Как он признался в Дневнике студента (1820—1821), «Александр был эпохою в моей жизни». Его имя осталось на золотой доске пансиона вместе с именами Жуковского, Дашкова, Тургенева, Мансурова, Писарева.
В 1823 году, подобно другим архивным юношам, поступил на службу в Московский архив Коллегии иностранных дел. В квартире В. Одоевского собирался кружок «Общество любомудрия», созданный под влиянием шеллингианских идей преподававших в пансионе профессоров Московского университета М. Г. Павлова и Д. М. Велланского. Среди постоянных членов этого кружка были А. И. Кошелев, Д. В. Веневитинов, И. В. и П. В. Киреевские, В. К. Кюхельбекер. Регулярно посещали заседания А. С. Хомяков и М. П. Погодин. Собрания кружка проходили в 1823—1825 годах и завершились его роспуском после восстания декабристов.
В те же годы Одоевский пробует свои силы на литературном поприще: вместе с Кюхельбекером издаёт альманах «Мнемозина» и пишет роман «Иероним Бруно и Пьетро Аретино», оставшийся незавершённым.

### Петербургский период
В 1826 году Одоевский переехал в Санкт-Петербург, где женился на Ольге Степановне Ланской (1797—1873), дочери гофмаршала Степана Сергеевича Ланского. С 14 октября 1826 года служил секретарём Цензурного комитета при Министерстве внутренних дел, где следил за порядком рассмотрения книг и театральных пьес; вёл реестр книгам, отмечая причины их запрещения; хранил рапорты о книгах; вёл дела библиотеки комитета. С 1828 по 1838 год служил библиотекарем Комитета цензуры иностранной, где упорядочил систему хранения экземпляров запрещённых изданий, создал три каталога (1830—1831). С 25 мая 1833 года по предписанию министра народного просвещения назначен цензором. В конце 1820-х годов был пожалован придворным званием камер-юнкера. В те же 1828—1838 гг. Одоевский был столоначальником в Департаменте духовных дел иностранных исповеданий, в 1833—1840 гг. занимал должность ещё и в Хозяйственном департаменте МВД, а в 1840—1846 гг. был старшим чиновником II отделения Собственной Е. И. В. канцелярии, где доказал несвойственность крепостного права законодательству Грузии. Статский советник с 1841 года, действительный статский советник с 1845 года.
С 1838 года Одоевский редактировал «Журнал Министерства внутренних дел». Он использовал связи в цензурном ведомстве, чтобы выхлопотать разрешение на возобновление издания «Отечественных записок». В первые годы он деятельно участвовал в их работе, разработал программу и публиковался. Примерно к этому времени относится участие Одоевского в кружке Белинского, подготовка трёхтомника собрания сочинений, увидевшего свет в 1844 году и остающегося до сих пор не переизданным.
В своём доме в Мошковом переулке супруги Одоевские держали литературный салон. У них собирались известные писатели и музыканты, причём не только отечественные, но и приезжие; однажды выступал даже сам Лист. Дом Одоевских был известен остротой и своеобразием подававшихся блюд. «На средине его стола, — вспоминает современник, — всегда стояла целая батарея всевозможных соусов, собранных со всего земного шара, которые мы иначе не называли, как ядами, до такой степени они были сильны». В 1844—1845 годах Одоевский опубликовал некоторые из своих рецептов в «лекциях по кухонному искусству», издававшихся как приложение к «Литературной газете» под вымышленным именем профессора Пуфа.

Весь погружённый в свои сочинения, Одоевский употреблял свой досуг на изучение химии, и эта страсть к естественным наукам очень накладно отзывалась на его приятелях: он раз в месяц приглашал нас к себе на обед, и мы уже заранее страдали желудком; на этих обедах подавались к кушаньям какие-то придуманные самим хозяином химические соусы, до того отвратительные, что даже теперь, почти сорок лет спустя, у меня скребёт на сердце при одном воспоминании о них.— В. Соллогуб

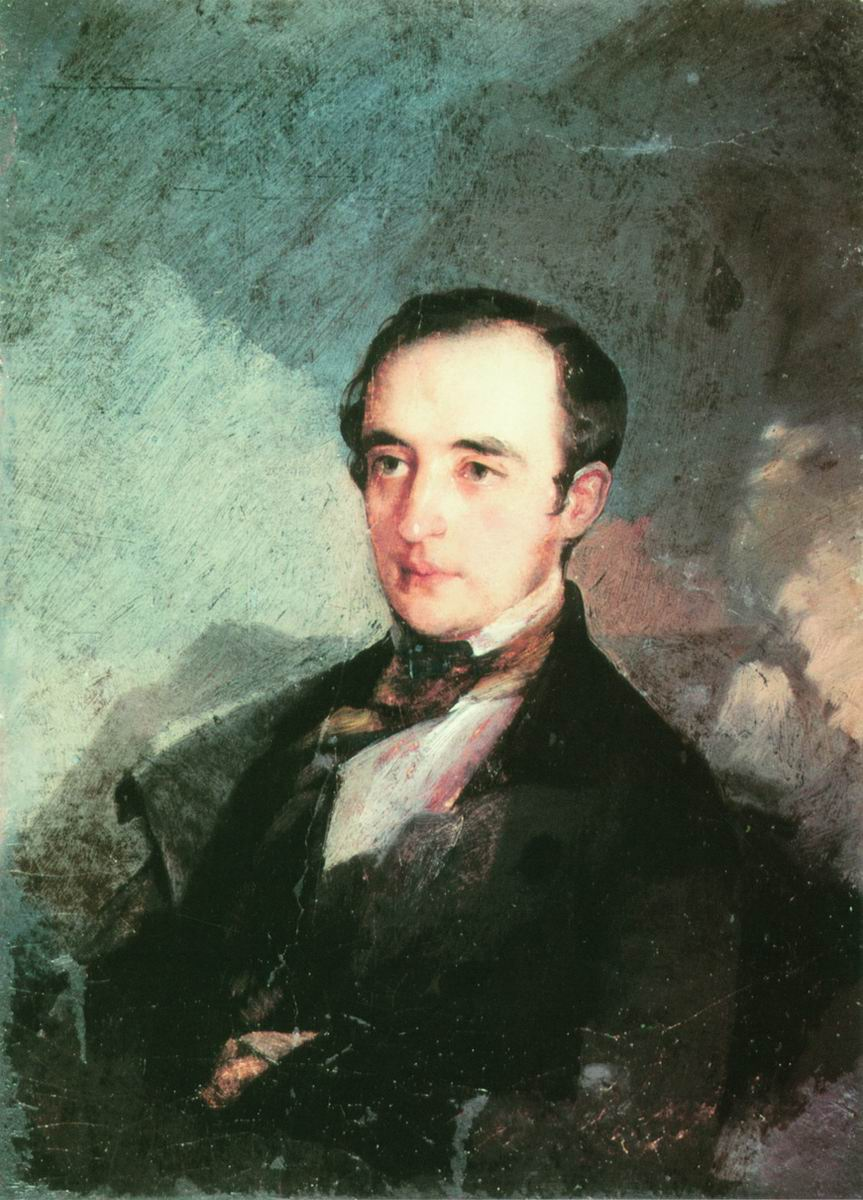
Предполагаемый портрет Одоевского кисти И. Макарова

Для второго периода творчества Одоевского характерно увлечение мистическими учениями, прежде всего масонскими умствованиями Сен-Мартена, средневековой натуральной магией и алхимией. На это время приходится расцвет его литературного творчества. Он пишет романтические и дидактические повести, сказки, публицистические статьи, сотрудничает в пушкинском «Современнике» и «Вестнике Европы».
В незаконченном утопическом романе «4338-й год», написанном в 1837 году, князь Одоевский, как считается, первым предсказал появление современных блогов и Интернета. В своём сочинении Одоевский описывает мир, где «между знакомыми домами устроены магнетические телеграфы, посредством которых живущие на далёком расстоянии общаются друг с другом».
Подводя итог под своими литературными занятиями, Одоевский выпустил сборник философских эссе и рассказов под общим названием «Русские ночи» (1844). В качестве обрамления использована философская беседа между несколькими молодыми людьми. Наиболее примечательны рассказы «Последнее самоубийство» и «Город без имени», описывающие фантастические последствия, к которым приводит реализация закона Мальтуса о возрастании населения в геометрической прогрессии, а произведений природы — в арифметической, и теории Бентама, в качестве мотора и цели всех человеческих действий рассматривающей исключительно полезное начало.
«Русские ночи» как итоговое произведение Одоевского воплотили разочарование, которое он испытывал в направлении движения современного общества и литературы. Место сочинительства в его жизни отныне занимает работа на благо общества, помощь реальным людям. В 1846 году В. Ф. Одоевский был назначен помощником директора Императорской публичной библиотеки и директором Румянцевского музея.

### Второй московский период
Ещё в 1840-е годы Одоевский постепенно разочаровался в мистицизме, признал ценности новоевропейского естествознания и начал активно пропагандировать идеалы народного просвещения. Наибольшую активность он развил на этом поприще уже после возвращения в Москву в 1861 году, куда он переехал вместе с Румянцевским музеем и во главе его. Одновременно он был назначен сенатором в один из московских департаментов.
Князь Одоевский, будучи членом кружка великой княгини Елены Павловны, горячо приветствовал отмену крепостного права, тюремную реформу, введение суда присяжных и другие великие преобразования. Приветствуя облегчение цензурных правил в 1865 году, он настойчиво высказывался против взятой из наполеоновской Франции системы предостережений и ратовал за отмену безусловного воспрещения ввоза в Россию враждебных ей книг.
Князь Одоевский сохранял разносторонние интересы до самой смерти. Так, в конце жизни он заинтересовался стенографией и принялся составлять «Руководство к постепенному изучению русской скорописи».
В последние (московские) годы жизни Одоевский подружился со священником и исследователем древнерусской церковной музыки Д. В. Разумовским, который по рекомендации Одоевского возглавил новую кафедру в Московской консерватории. Отец Димитрий исповедовал и причастил В. Ф. Одоевского перед смертью.
Похоронен последний князь Одоевский в Донском монастыре (фото могилы). После себя он не оставил ни детей, ни какого-либо состояния. В болезни его поддерживала верная и заботливая жена Ольга Степановна. После его смерти вдова передала книжный архив мужа в Императорскую публичную библиотеку, музыкальный (ноты, рукописи о музыке, энгармонический клавицин) — в Московскую консерваторию. Эти предметы послужили ядром музея Московской консерватории.
В Москве
- дом в Москве у Харитония в Огородниках — Большой Харитоньевский переулок на пересечении с Малым Козловским) один из домов отца Одоевского. Когда-то вся левая, нечётная сторона Малого Козловского переулка составляла одно владение, которое в 1804 году приобрела жена князя Ф. С. Одоевского. В 1895 году для благотворительных целей построили два здания: Ксениевский (№ 1, арх. М. К. Геппенер) и Долгоруковский приюты (№ 3, арх. Д. В. Шапошников). В 1919—1922 гг. здесь находилась Академия воздушного флота.
- дом Авдотьи Петровны Филипповой (бабки Одоевского по матери) в Пречистенской части во 2-м квартале № 137, в приходе священномученика Власия (сгорел во время нашествия Наполеона).
- дом Аграфены Петровны Глазовой (с 1819 г. жил частично).
- дом деда Сергея Ивановича Одоевского (до 1811 г.) у церкви Сергия в Крапивниках.
- с 1816 г. — в доме при Московском пансионе на углу Тверской и Газетного (не сохранился, снесён, ныне на его месте здание Центрального телеграфа), иногда жил у матери до 1819 г. в Пречистенской части, у Старой Конюшенной.
- в 1822—1826 гг. работает в Московском архиве Коллегии иностранных дел (Хохловский переулок), живёт в Газетном переулке 3, в доме двоюродного деда Петра Ивановича Одоевского, который перешёл племяннице, Варваре Ивановне Ланской. Здесь по субботам собиралось Общество любомудрия[32].
- бывает в доме С. Н. Бегичева на Мясницкой, где жил Грибоедов; в доме Н. Н. Муравьёва на Большой Дмитровке в кружке Раича, в Кривоколенном переулке у Веневитинова, на Тверской, 14 у Волконской.
- с 1867 г. — на Остоженке на углу с Крымской площадью в бывшем дворце Елены Павловны (арх. Жилярди). Теперь на этом месте Дипломатическая академия МИД.
- в 1864—1869 гг. — Смоленский бульвар, дом № 17 — жил и здесь же умер. Здесь у него бывали И. С. Тургенев, Л. Н. Толстой и П. И. Чайковский. Дом является памятником федерального значения[33]

в Санкт-Петербурге
- 1826—1838 — дом Ланского — Мошков переулок, 1а[34], по другим данным[35] — Мошков переулок, 3 (Миллионная ул, 23)[36] или Мошков переулок, 5 (Миллионная ул, 25)[37].
- 1838—1841 — Дом Серебряниковых — набережная р. Фонтанки, 35;
- 1841—1844 — дом Шлипенбаха — Литейный проспект, 36;
- 1846—1861 — доходный дом А. В. Старчевского — Английская набережная, 44.

## Одоевский и музыка
Князь Одоевский — один из основоположников русского музыкознания, музыкальной критики и музыкальной лексикографии. Наиболее близкой музыке наукой считал математику; по его словам, «музыка — дочь математики, с нею делит она мир бесконечного». Вместе с тем, для Одоевского характер исполняемой музыки — «один из общественных термометров» («Дилетанты. — Вечера госпожи Плейель, 1839»). Музыкальная летопись, созданная им как критиком, охватывает с перерывами около 40 лет и содержит имена всех крупных европейских исполнителей, приезжавших в Петербург.
В своих музыкально-критических статьях Одоевский давал не только сценический образ исполнителя, но сравнивал стили, исполнительские школы, обсуждал различные проблемы техники исполнения. Чрезвычайно высоко ценя И. С. Баха (написал о нём романтическую новеллу, положившую начало русской бахиане), пропагандировал творчество В. А. Моцарта, Л. ван Бетховена, Г. Берлиоза, признавал новаторство Ф. Листа и Р. Вагнера (впрочем, оценки последних нередко сопровождались скептическими замечаниями).
Из отечественных композиторов выделял М. И. Глинку. Одоевский принимал горячее участие в его музыкальных начинаниях (в том числе, выступил посредником между композитором и либреттистом оперы «Жизнь за царя»), написал ряд рецензий и аналитических статей о его музыке и т. д. Его поддержкой пользовались А. А. Алябьев, М. А. Балакирев, А. Н. Верстовский, А. С. Даргомыжский, Н. Г. Рубинштейн, А. Н. Серов. Одним из первых Одоевский распознал талант Н. А. Римского-Корсакова и П. И. Чайковского. С 1830-х гг. писал статьи о музыкальных терминах («вариация», «вибрация», «вводный тон» и др.) для «Энциклопедического лексикона» А. Плюшара (СПб., 1837—1838), в 1860-х гг. полностью переработал «Карманный музыкальный словарь» А. Гарраса (2-е изд. 1866, словарь неоднократно переиздавался в редакции Одоевского до 1913 года).

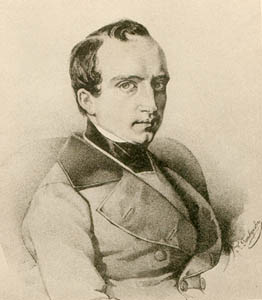
Князь Одоевский на зарисовке К. Горбунова

Активно интересовался вопросами органологии и музыкальной акустики. В конце 1840-х гг. по заказу Одоевского петербургский органостроитель Г. Мельцель изготовил кабинетный орган «Себастианон» (назван в честь И. С. Баха; не сохранился), на котором играл и импровизировал сам Одоевский, а также его гости (в том числе Глинка). Громкость звука «Себастианона» (в отличие от обычного органа) зависела от силы нажатия на клавишу, что достигалось включением и отключением дополнительных регистров. Подробности настройки «Себастианона» неизвестны.
Неприменимость равномерно темперированной хроматической гаммы для воспроизведения русской народной музыки стала очевидной (в конце 1840-х гг.) Одоевскому, когда он пытался записывать народную мелодию с голоса, используя для этого своё фортепиано. Это наблюдение в значительной степени определило его дальнейшие изыскания в области инструментоведения и музыкальной акустики.
От народной музыки Одоевский перешёл к исследованию древнерусской церковной музыки. Он понял, что и здесь традиция не укладывается в рамки, задаваемые равномерной темперацией. Поскольку Одоевский исходил из представления (типичного для своего времени) о необходимости гармонизовать на европейский манер церковную и народную музыку, он стремился создать музыкальный инструмент, который бы лучше соответствовал «нетемперированному» вокальному интонированию. Результаты его исследований нашли отражение в серии его статей и в учебном пособии для любителей музыки («Русская и так называемая общая музыка», «Об исконной великорусской песне», речь к открытию Московской консерватории «Об изучении русской музыки не только как искусства, но и как науки», «Музыкальная грамота или основания музыки для немузыкантов», «Музыка с точки зрения акустики»). Отчасти Одоевский смог воплотить свои идеи в экспериментальном молоточковом фортепиано, которое он назвал «энгармоническим клавицином».
В. Ф. Одоевский написал для фортепиано «Сентиментальный вальс», канон, колыбельную для органа. Также он сочинил ряд экспериментальных пьес для своего «энгармонического клавицина». Эти композиторские опыты Одоевского опубликованы только частично и не получили общественного признания. 
- Несколько слов о кантатах Верстовского (письмо к редактору) Вестник Европы, 1824, № 1. — С. 64—69
- О музыке в Москве и о московских концертах в 1825 году // Прибавления к Московскому телеграфу, 1825, № 8. — С.129—137
- Последний квартет Бетховена // Северные цветы на 1831 год. СПб., 1830. — С.101—119
- Себастьян Бах // Московский наблюдатель, 1835, ч. 2, (май, кн. 1). — С. 55—112
- Письмо к любителю музыки об опере г. Глинки «Жизнь за царя» // Северная пчела, 1836, № 280
- Второе письмо к любителю музыки об опере Глинки «Жизнь за царя», или «Сусанин» // там же, 1836, № 287—288
- Новая русская опера: «Жизнь за царя» // Литературные прибавления к «Русскому инвалиду» (1837); перепечатка: Глинка. Творческий путь. Том 22. Ред. Т. Н. Ливанова и В. В. Протопопов.
- О новой сцене в опере «Жизнь за царя». Сочинение М. И. Глинки (1837) // перепечатка там же
- «Руслан и Людмила» (1842) // там же
- Записки для моего праправнука о литературе нашего времени и о прочем. Письмо г. Бичева — «Руслан и Людмила», опера г. Глинки (1842) // Отечественные записки, 1843, т. 26, № 2
- Приложение к биографии М. И. Глинки (написанной В. В. Стасовым)
- Об изучении русской музыки не только как искусства, но и как науки (речь к открытию Московской консерватории 1 сентября 1866 года)
- Письмо кн. В. Ф. Одоевского к издателю об исконной великорусской музыке // Калики перехожие. Сб. стихов и исследование П. Бессонова, ч. 2, вып. 5, 1863
- Вагнер в Москве // Современная летопись. Воскресные прибавления к «Московским ведомостям», 1863, № 8
- Рихард Вагнер и его музыка // там же, 1863, № 11
- Заметка о пении в приходских церквах // День, 1864, № 4
- К вопросу о древнерусском пении // День, 1864 г., № 4, 17
- К делу о церковном пении // Домашняя беседа, 1866, вып. 27 и 28
- Русская и так называемая общая музыка // Русский (Погодина), 1867, № 11-12
- Музыкальная грамота, или Основания музыки для немузыкантов. Вып. 1. М., 1868
- Краткие заметки о характеристике русского церковного православного пения // Труды первого Археологического съезда в Москве. М., 1871
- Различие между ладами (Tonarten, tons) и гласами (Kirchen-tonarten, tons d'église) // там же
- Мирская песня, написанная на восемь гласов крюками с киноварными пометами // там же
- Опыт теории изящных искусств, с особенным применением оной к музыке (не завершён)
- Гномы XIX столетия (не завершён)

## Общественная деятельность

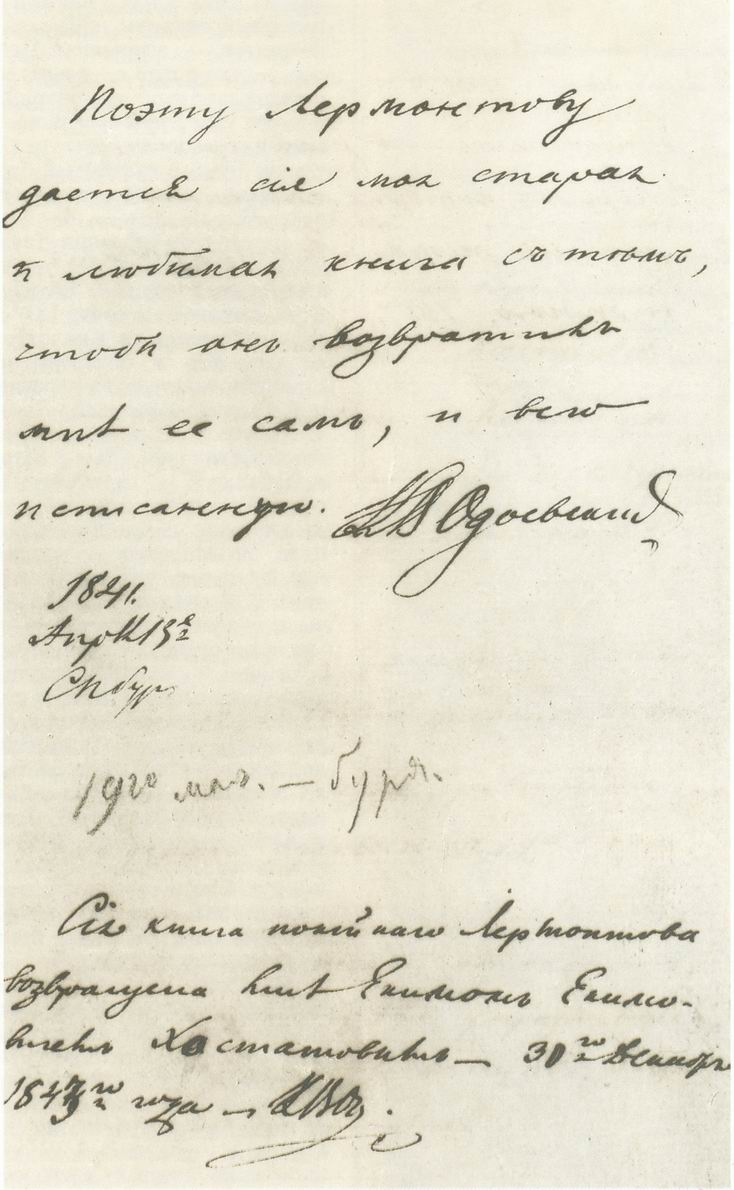
Дарственная надпись В. Ф. Одоевского в записной книжке, подаренной М. Ю. Лермонтову.

Князь Одоевский был известен неутомимой деятельностью по собиранию, сохранению и реставрации русского музыкального наследия, прежде всего в том, что касается православной церковной музыки (см. выше). В 1864 году стал членом-основателем Общества древнерусского искусства при Московском Публичном и Румянцевском музее.
В 1845 году выступил одним из членов-учредителей Русского географического общества.
Одоевский придавал большое значение просвещению народа. Долгие годы он состоял редактором «Сельского обозрения», издававшегося министерством внутренних дел; вместе с другом своим, А. П. Заблоцким-Десятовским, выпустил в свет 20-тысячным тиражом книжки «Сельского чтения» под заглавиями: «Что крестьянин Наум твердил детям и по поводу картофеля», «Что такое чертёж земли и на что это пригодно» (история, значение и способы межевания) и т. д.
Специально для народного чтения Одоевский написал ряд «Грамоток дедушки Иринея» — о газе, железных дорогах, порохе, повальных болезнях, о том, «что вокруг человека и что в нём самом». «Пёстрые сказки Иринея Гамозейки» написаны им особым языком, которым восхищался знаток русской речи Даль, находивший, что некоторым из придуманных Одоевским поговорок и пословиц может быть приписано чисто народное происхождение. В. Г. Белинский писал по поводу сказок Одоевского: «В настоящее время русские дети имеют для себя в дедушке Иринее такого писателя, которому позавидовали бы дети всех наций. Узнав его, с ним не расстанутся и взрослые».
На протяжении многих лет Одоевский занимался благотворительностью. В 1846 г. вместе с графом В. А. Соллогубом стоял у истоков Общества посещения бедных в Санкт-Петербурге, деятельности которого впоследствии он всячески содействовал; при его участии была основана в Петербурге больница для приходящих, получившая впоследствии наименование Максимилиановской. Он был среди учредителей Елисаветинской детской больницы в Петербурге и вторым председателем Крестовоздвиженской общины сестёр милосердия. Одоевский стоял у истоков создания в Санкт-Петербурге системы детских приютов. В 1839 году назначен правителем дел Комитета Главного попечительства для учреждения и управления детских приютов, разработал «Положение о детских приютах» и «Наказ лицам, непосредственно заведывающим детскими приютами».
Значительна деятельность Одоевского в 1840-е годы как консультанта по педагогическим вопросам и члена Учёного совета при Министерстве государственных имуществ.
С 1859 года до переезда в Москву Одоевский был гласным Санкт-Петербургской общей думы. В 1860 году Распорядительная дума выбрала его в новообразованный Санкт-Петербургский комитет общественного здравия, отметив, что он «постоянно занимался науками и предметами, состоящими в тесной связи с целью учреждения комитета, как то: физикою, химиею, медициною, а также предметами общественной благотворительности».

## Значение
В советское время князь Одоевский рассматривался как периферийная фигура русской литературы, регрессировавшая от натурфилософии к концентрированному мистицизму. Ему не ставили памятников, его именем не называли улицы. Из сочинений Одоевского чаще всего публиковалась сказка «Городок в табакерке», которая в своё время считалась полезным введением к изучению законов механики. В 1976 году по ней был снят мультфильм «Шкатулка с секретом».
Интерес к многообразному наследию Одоевского стал возрождаться в последней четверти XX века. Во многих современных публикациях подчёркивается значение Одоевского как зачинателя музыкознания в России. Его имя носит одна из московских детских музыкальных школ (бывшая ДМШ № 25, расположенная в Докучаевом переулке).

## Издания сочинений
- Мнемозина: собрание сочинений в стихах и прозе / издаваемая Кн. В. Одоевским и В. Кюхельбекером. Ч. 1.— Москва: Тип. Императорского Московского театра, 1824. — 184, [5] с.: ил., нот. ил.
- Мнемозина: собрание сочинений в стихах и прозе / издаваемая Кн. В. Одоевским и В. Кюхельбекером. Ч. 2.— Москва: Тип. Императорского Московского театра, 1824. — 185, [5] с.
- Мнемозина: собрание сочинений в стихах и прозе / издаваемая Кн. В. Одоевским и В. Кюхельбекером. Ч. 3.— Москва: Тип. Императорского Московского театра, 1824. —199, [2] с.
- Мнемозина: собрание сочинений в стихах и прозе / издаваемая Кн. В. Одоевским и В. Кюхельбекером. Ч. 4.— Москва: Тип. Императорского Московского театра, 1825.
- Татарская песня: из «Бахчисарайского фонтана» / А. Пушкина; музыка В. Одоевского; издаваемая В. Одоевским и В. Кюхельбекером. — В типографии Императорского Московского Театра, 1824. — 5 с. — (Мнемозина: собрание сочинений в стихах и прозе; Часть 3).
- Опыт о музыкальном языке или телеграфе, могущем посредством музыкальных звуков выражать всё то, что выражается словами, и служить пособием для различных сигналов, употребляемых на море и на сухом пути. — Санкт-Петербург, 1833. — 21 с., 1 табл.
- Пёстрые сказки с красным словцом, собранные Иринеем Модестовичем Гомозейкой, магистром философии и членом разных учёных обществ, изданные В. Безгласным. — Санкт-Петербург: тип. Экспедиции заготовления гос. бумаг, 1833. — [4], XIV, 156, [2] с.
- Гальванизм в техническом применении, или искусство гальваническим путём производить типы, покрывать медью жизненные припасы и разные вещи для сохранения их; также делать медные доски для гравирования; изготовлять гравюры… с объяснением необходимых предварительных понятий о химии и физике…: Для любителей природы и искусства и для техн. употребления / Сост. из опытов раз. учёных и своих собств. К. О…… Ч. 1. — Санкт-Петербург: тип. Journal de St. Petersbourg, 1844. — [4], IV, 5—234, IV с.: черт.
- Сборник детских песен дедушки Иринея, изданный кн. В. Ф. Одоевским. Тетр. 1. Утренняя песня; Рукодельная песня. — СПб., 1847. — [3] с.
- Хорное пение в Исаакиевском соборе. — Санкт-Петербург: тип. Имп. Акад. наук, ценз. 1858. — 6 с.
- Езда по московским улицам / [Московский обыватель (псевд.)]. — Санкт-Петербург: тип. А. А. Краевского, ценз. 1866. — 19 с.
- Недовольно: (Посвящ. И. С. Тургеневу) / [Д. ч. кн. В. Одоевский]. — [Москва]: тип. Грачёва и К°, [1866]. — 20 с.
- Музыкальная грамота для не музыкантов / Соч. кн. В.[ладимира] Ф.[ёдоровича] О.[доевского]. Вып. 1. — Москва: Я. С. Орёл, 1868.
- Сказки и сочинения для детей: С 14 картинками, рис. В. Е. Маковским и грав. на дереве Ю. Э. Конденом / [Соч.] Дедушки Иринея (кн. В. Ф. Одоевского). — Москва: Д. Ф. Самарин, 1871. — [6], 320 с.: ил. — (Библиотека для детей и для юношества; 3).
- Сказки и рассказы дедушки Иринея / Кн. В. Ф. Одоевский. — Санкт-Петербург: А. С. Суворин, ценз. 1889. — 145, [2] с. — (Дешёвая библиотека; № 90).
- Повести (Саламандра; Эльса) / князь В. Ф. Одоевский. — С.-Петербург: издание А. С. Суворина, ценз. 1890. — [2], 140 с. — (Дешёвая библиотека).
- Сборник детских песен дедушки Иринея: Для пения с ф.-п. / Сост. кн. В. Ф. Одоевским. — М.: Юргенсон, ценз. 1897. — 3 с., 3 парт.
- Русские ночи / Кн. В. Ф. Одоевский; Под ред. [и с предисл.] С. А. Цветкова. — [Москва]: Путь, 1913. — [6], 429, [2] с.
- «Текущая хроника и особые происшествия». Дневник В. Ф. Одоевского 1859-1869 гг. // Литературное наследство. — Т. 22-24. — М.: Жургаз, 1935.
- Одоевский В. Ф. Избранные музыкально-критические статьи / Вступ. статья и коммент. В. Протопопова. — М.; Л.: Музгиз, 1951. — 120 с. — (Русская классическая музыкальная критика).
- Одоевский В. Ф. Статьи о М. И. Глинке / Вступ. статья и коммент. Г. Бернандта. — М.: Музгиз, 1953. — 100 с. — (Русская классическая музыкальная критика).
- Одоевский В. Ф. Избранные педагогические сочинения / Сост., ред., вступ. статья и примеч. В. Я. Струминского. — М.: Учпедгиз, 1955. — 368 с., 1 л. портр., ил.
- Одоевский В. Ф. Музыкально-литературное наследие / Общ. ред., вступ. статья и примеч. Г. Б. Бернандта. — М.: Музгиз, 1956. — 723 с., 22 л. ил.: нот. (Репринт: М.: Кн. по требованию, 2013. — 722 [3] с. — ISBN 978-5-4241-0646-0).
- Одоевский В. Ф. Повести и рассказы / Подготовка текста, вступительная статья и примечания Е. Ю. Хин. — М.: ГИХЛ, 1959. — 496 с.
- Одоевский В. Ф. Русские ночи / Издание подготовили Б. Ф. Егоров, Е. А. Маймин, М. И. Медовой. — Л.: Наука, 1975. — 319 с. — (Литературные памятники).
- Одоевский В. Ф. Сочинения. В 2-х т. — М.: Художественная литература, 1981. (Т. 1.: Русские ночи; Статьи. Т. 2.: Повести).
- Одоевский В. Ф. О литературе и искусстве / Вступ. статья и коммент. В. И. Сахарова. — М.: Современник, 1982. — 223 с. — (Б-ка "Любителям рос. словесности. Из лит. наследия").
- Одоевский В. Ф. Последний квартет Бетховена. Повести, рассказы, очерки. Одоевский в жизни. — М.: Московский рабочий, 1982 (также содержит подборку мемуарных очерков).
- Одоевский В. Ф. Пёстрые сказки; Сказки дедушки Иринея / Сост., подгот. текста, вступ. ст. и коммент. В. Грекова. — М.: Художественная литература, 1993. — 272 с. — (Забытая книга). — ISBN 5-280-01587-3.
- Одоевский В. Ф. Пёстрые сказки / Издание подготовила М. А. Турьян. — СПб.: Наука, 1996. — 204 с. — (Литературные памятники). — ISBN 5-02-028204-9.
- Князь Владимир Одоевский. К 200-летию со дня рождения. Сочинения для органа // Труды ГЦММК им. М. И. Глинки. — М., 2003.
- Житие и страдание отца и монаха Авеля; Колдовство XIX века: письма к графине Е. П. Р…-ой о привидениях, суеверных страхах, обманах чувств, кабалистике, алхимии и других таинственных науках / В. Ф. Одоевский. — М.: Спецкнига, 2005. — 140 с.
- Князь Владимир Одоевский. Дневник. Переписка. Материалы: к 200-летию со дня рождения / Ред.-сост. М. П. Рахманова; авт. вступ. ст. и коммент. О. П. Кузина, М. П. Рахманова. — М.: Дека-ВС, 2005. — 520 [1] с., [14] л. ил., нот. — (Труды Государственного центрального музея музыкальной культуры имени М. И. Глинки). — 1000 экз. — ISBN 5-901951-16-6.
- Князь Владимир Федорович Одоевский. Переписка с великой княгиней Марией Павловной, великой герцогиней Саксен-Веймар-Эйзенах, 1856-1859 / Сост., подгот. текста, вступ. ст. и коммент. Е. Е. Дмитриевой. — М.: ИМЛИ РАН, 2006. — 373 с. — ISBN 5-9208-0266-9.
- Одоевский В. Ф. Кухня: Лекции господина Пуфа доктора энциклопедии и других наук о кухонном искусстве / Сост., вступ. ст., подгот. текста С. А. Денисенко; коммент. И. Лазерсона. — СПб.: Издательство Ивана Лимбаха, 2007. — 713 [14] с. — ISBN 978-5-89059-095-4.
- Одоевский В. Ф. Необойденный дом / Вступ. статья и коммент. В. Н. Грекова. — М.: Сказочная дорога, 2019. — 558 [1] с.: ил. — 1000 экз. — ISBN 978-5-4329-0171-2.
- Одоевский В. Ф. Житейский быт. Неизданное. Несобранное. Забытое: сборник / Сост. В. Н. Греков. — М.: Летний сад, 2020. — 386 [1] с.: ил. — 1000 экз. — ISBN 978-5-98856-417-1.

### В переводах на другие языки
- Russische Nächte / Wladimir Odojewski; Dt. von Eckhard Thiele; Mit Ill. von Günther Lück. — Berlin: Rütten & Loening, 1987. — 373 S. — ISBN 3-352-00046-8.
- Ruske noći / Vladimir Odojevski; Prev., predg. i koment. Miodrag Sibinović. — Beograd: Paideia, 2001. — 237 с. — (Biblioteka: Maštarije). — ISBN 86-7448-112-4.
- Ryska nätter / Vladimir Odojevskij; Övers. Christina Rundgren. — Stockholm: Vertigo, 2002. — 233 s. — ISBN 91-973491-9-4.
- Ruské noci / Vladimir F. Odojevskij; Z rus. orig. prel. Kamila Brtková; dosl. nap. Miloš Ferko. — Bratislava: Vydav. Spolku sloven. spisovateľov, cop. 2006. — 262 [1] s. — (Edícia: Knižnica svetových autorov; zv. 7). — ISBN 80-8061-255-2.
- El día de año nuevo y otros cuentos maravillosos / Vladímir Odóievski; Prólogo de Luis Alberto de Cuenca; traducción: James y Marian Womack. — Madrid: Nevsky prospects, 2010. — 198 p. — (Nevsky prospects; 10). — ISBN 978-84-937466-8-1.
- Het jaar 4338 / Vladimir Odojevski; Vertaling en inleiding Willem G. Weststeijn. — Amsterdam: Pegasus: Stichting slavische literatuur, 2011. — 77 p. — (Slavische cahiers, ISSN 1871-3262; nr. 10). — ISBN 978-90-6143-351-4.
- Salamandr, duch ohně / Vladimir Fjodorovič Odojevskij; Z ruského originálu přel. Jiří Honzík. — Brno: Doplněk, 2013. — 129 s. — ISBN 978-80-7239-307-7.

## Комментарии
1. ↑  Двухсотлетие рождения Одоевского праздновалось в 2004 году, поскольку он сам не раз указывал в качестве года своего рождения 1804; эта дата выбита и на его надгробии. В своих записках он пишет: «Я родился в 1804 г., с 31 июля на 1-е авг.» Часто указывают неверную дату его рождения: 30 июля 1803 года[4].
2. ↑  Среди них: В. О., Одвский, Одвск., В. О-й, ъ. ь. й., С. Ф., Безгласный, Московский обыватель, Тихоныч, Дедушка Ириней («Сельское чтение», «Сказки дедушки Иринея»), Ириней Модестович Гомозейко («Пёстрые сказки»), Плакун Горюнов, У-У, XXX, Питер Биттерман, Филат Простодумов, Любитель музыки[8].
3. ↑  См. многочисленные сборники народных песен, начиная от знаменитого сборника Н. А. Львова и И. Прача (1790) до Н. А. Римского-Корсакова и М. А. Балакирева. Характерно название одной из статей Одоевского: «Подлинные напевы. Опыт гармонизации и обработки вариантов русской народной песни „Ай, мы просо сеяли“» (1863). Аналогично и в массовом порядке композиторы XIX в. гармонизовали и старинные русские церковные песнопения.